# 柳敬言
柳敬言（531年—615年3月20日），字敬言，河东郡解县（今山西省运城市临猗县）人，出自河东柳氏东眷，陈宣帝陈顼的皇后，南齐侍中，司空，尚书令、贞阳忠武公柳世隆的曾孙女，南梁秘书监柳恽的孙女，鄱阳太守、驸马都尉柳偃与长城公主的女儿。

## 生平
梁大同七年（541年），柳偃任鄱阳太守，550年死于官任上，由没有兄长的柳敬言操持家事。柳敬言容貌美丽，性格谦虚谨慎，身高七尺二寸，手垂过膝。侯景之乱时，柳敬言和弟弟柳盼赴江陵（今湖北荆州）投奔梁元帝。梁元帝因为长城公主的缘故，待他们十分优厚。梁元帝征召大将陈霸先的子侄入京护卫自己的安全，陈霸先就命侄子陈顼去江陵保护梁元帝。后来，梁元帝亲自做媒，将柳敬言许配给了陈顼。陈顼的原配妻子钱氏则降为側室。
承圣二年（553年），柳敬言在江陵生下陈叔宝。次年，江陵被西魏攻陷，陈顼随魏军迁到长安，柳敬言与陈叔宝留在穰城（今河南邓县）。南陈天嘉元年（560年），陈顼的哥哥陈蒨即位，是为陈文帝。陈顼被封为安成王。天嘉二年，柳敬言与陈叔宝返回建康（今江苏南京）。天嘉三年，陈顼回到建康。这时柳敬言就成为了安成王妃。569年，陈顼即位，是为陈宣帝，柳敬言被立为皇后。
582年，陈顼驾崩，后主陈叔宝即位，尊柳敬言为皇太后，居住的宫殿称弘范宫。就在这时，陈朝失去了淮南地区，隋朝的军队逼近长江，始兴王陈叔陵作乱，后主陈叔宝依赖母后柳敬言和保姆乐安君吴氏相救才幸免于难。后主受伤不能料理政事，这其间诛杀陈叔陵，料理陈顼的丧事，主管边境防务以及各司杂务，虽然都是借后主的名义发布政令，实际上全部由柳敬言决断。后主疮愈，柳敬言乃归政。
588年十月，隋文帝杨坚命杨广率51万大军攻陈。589年正月一日，隋军突袭长江，随后节节胜利，攻破建康，俘陈后主，陈亡。三月，柳敬言与后主等王公贵族百人被送到长安。隋炀帝即位后，对待柳敬言十分优厚，于仁寿四年（604年）封为长城公太夫人。大业十年（614年），隋炀帝赐给柳敬言东都甲等住宅一套。大业十一年（615年）春，柳敬言患上疾病，二月十五日（615年3月20日）在河南县安世里去世，虚岁八十五，同月廿七日（615年4月1日）葬于洛阳县安山里之山。

## 柳敬言墓志
柳敬言墓志出土于河南洛阳孟津县杨凹村，现存于洛阳古墓博物馆。全文：
隋故金紫光禄大夫长城公太夫人柳氏墓志铭并序
太夫人讳敬言，字敬言，河东解人，陈高宗孝宣帝之元妃也。昔展季清风，道光前载，伯褰鉴识，名重当时，自斯以降，英华相踵，故能笃生淑令，载兴家国。祖恽，侍内，吴兴太守，高才秀气，冠冕缙绅。父偃，金紫光禄大夫，雅道清晖，仪形多士。太夫人幼秉端庄，率由孝敬，闲明表誉，婉顺居心。高宗潜德在田，言求良淑，太夫人以结褵禀命，作嫔君子，虔恭妇道，燮和内政，闺风以睦，宾敬无违。陈高祖武皇帝肇应灵命，太启藩维，比汉于荆，方周于鲁。永定二年册拜始兴王妃。及世祖平承当壁斯在贵分之重亲地兼降。天嘉元年，改授安成王妃。既而嗣君弃德，高宗中兴。太建元年，长揪口建，册拜皇后，正位紫闱，德光厚载，盈吴有序，几望增晖。太建十四年，后主承业，加崇尊号为皇太后，居弘范宫。真明三年，宗佑内迁，家于京兆，皇朝降礼初附禀饩优隆。今上嗣兴，义深恩泽，仁寿四年授长城公太夫人，爰及子孙，并家超叙，或雁玉珥铭，或钮金驱传，五日来丁，光辉满室，龙灵所口，当世荣之。大业十年赐东都甲宅一区。十一年春遘疾，二月十五日薨于河南县之安世里，春秋八十有五。恩诏重叠，丧事咸备，粤以其月二十七日窆于洛阳县安山里之力。春秋迭代，陵谷贸迁，敬镌金石为铭云尔：
远矣大猷，皇哉宝命。紫盖膺录，黄族握镜。多难兴邦，殷忧启圣。中兴篡历，下武克昌。亦有妊姒，徽音载光，震腾既节，轮壁斯扬。数属无妄，时逢黩，九鼎轻迁，三灵改卜。税骖总，辞华展鞠，皇泽遐被，无革故新。比仪上将，齐荣国宾，谋孙翼子，佩紫要银。四气不居，百龄俄谢，指薪讵息，黄金难化。去此高堂，言归厚夜，戒行不入，出宿无归，郊烟独起，陇雁孤飞，勒斯大暮，用纪芳徽。

## 延伸阅读
[在维基数据编辑]
 《陳書·卷7》，出自姚思廉《陳書》
 《南史·卷12》，出自李延壽《南史》